# Championnat d'Autriche de football 1954-1955
Navigation
Saison précédente Saison suivante
La saison 1954-1955 du Championnat d'Autriche de football était la 44e édition du championnat de première division en Autriche. La Staatsliga A regroupe les 14 meilleurs clubs du pays au sein d'une poule unique où ils s'affrontent deux fois au cours de la saison, à domicile et à l'extérieur. À la fin de la saison, les 2 derniers du classement sont relégués et remplacés par les 2 meilleurs clubs de Staatsliga B, la deuxième division autrichienne.
C'est le First Vienna FC qui remporte le championnat en terminant en tête du classement final, à égalité de points (mais avec une meilleure différence de buts) avec le Wiener Sport-Club et 3 sur le tenant du titre, le SK Rapid Vienne. C'est le 6e titre de champion d'Autriche de l'histoire du club.

## Les 14 clubs participants
| - Wiener Sport-Club - SK Rapid Vienne - Wacker AC - First Vienna FC - 1. Simmeringer SC - Kapfenberger SV - Promu de Staatsliga B - Linzer ASK | - FC Stadlau - Promu de Staatsliga B - SK Admira Vienne - FC Vienne - FK Austria Vienne - Grazer AK - Schwarz-Weiß Bregenz - Promu de Staatsliga B - SV Austria Salzbourg |

## Compétition

### Classement
Le barème utilisé pour établir le classement est le suivant :
- Victoire : 2 points
- Match nul : 1 point
- Défaite : 0 point

| Rang | Équipe                 | Pts | J  | G  | N | P  | Bp | Bc | Diff |
| ---- | ---------------------- | --- | -- | -- | - | -- | -- | -- | ---- |
| 1    | First Vienna FC        | 39  | 26 | 17 | 5 | 4  | 64 | 26 | +38  |
| 2    | Wiener Sport-Club      | 39  | 26 | 17 | 5 | 4  | 75 | 40 | +35  |
| 3    | SK Rapid Vienne T      | 36  | 26 | 14 | 8 | 4  | 87 | 47 | +40  |
| 4    | Wacker AC              | 34  | 26 | 16 | 2 | 8  | 86 | 53 | +33  |
| 5    | FK Austria Vienne      | 33  | 26 | 13 | 7 | 6  | 68 | 49 | +19  |
| 6    | SK Admira Vienne       | 27  | 26 | 10 | 7 | 9  | 54 | 51 | +3   |
| 7    | Kapfenberger SV P      | 27  | 26 | 11 | 5 | 10 | 55 | 57 | -2   |
| 8    | Grazer AK              | 25  | 26 | 8  | 9 | 9  | 45 | 47 | -2   |
| 9    | SV Austria Salzbourg   | 22  | 26 | 7  | 8 | 11 | 43 | 55 | -12  |
| 10   | 1. Simmeringer SC      | 21  | 26 | 10 | 1 | 15 | 57 | 55 | +2   |
| 11   | FC Stadlau P           | 20  | 26 | 7  | 6 | 13 | 29 | 48 | -19  |
| 12   | FC Vienne              | 17  | 26 | 6  | 5 | 15 | 39 | 77 | -38  |
| 13   | Linzer ASK             | 16  | 26 | 7  | 2 | 17 | 46 | 63 | -17  |
| 14   | Schwarz-Weiß Bregenz P | 8   | 26 | 2  | 4 | 20 | 13 | 93 | -80  |

|  | Champion d'Autriche 1954-1955                             |
|  | Qualification pour la Coupe des clubs champions 1955-1956 |
|  | Qualification pour la Coupe Mitropa 1955                  |
|  | Relégation directe en Staatsliga B                        |
|  | T Tenant du titre P Promu de Staatsliga B                 |

## Bilan de la saison
| Championnat d'Autriche de football 1954-1955 |                            |
| Champion                                     | First Vienna FC (6e titre) |
| Coupes et trophées                           |                            |
| Vainqueur de la Coupe d'Autriche 1954-1955   | Compétition non disputée   |
| Qualifications continentales                 |                            |
| Coupe d'Europe des clubs champions 1955-1956 | SK Rapid Vienne            |
| Coupe Mitropa 1955                           | Wiener Sport-Club          |
| Coupe Mitropa 1955                           | Wacker AC                  |
| Promotions et relégations                    |                            |
| Promus en Staatsliga A                       | SK Sturm Graz              |
| Promus en Staatsliga A                       | ESV Austria Graz           |
| Relégués en Staatsliga B                     | Linzer ASK                 |
| Relégués en Staatsliga B                     | Schwarz-Weiß Bregenz       |